# اویانو تانه‌موتو
اویانو تانه‌موتو (به ژاپنی: 大矢野 種基 おおやの たねもと) (تولد ۱۵۶۷-مرگ ۱۵۹۸)، یک سامورایی مسیحی در اواخر دوره سنگوکو، دوره آزوچی–مومویاما بود. در طول تهاجم ژاپن به کره (۱۵۹۸–۱۵۹۲) (جنگ بونروکو) که در سال ۱۵۹۲ آغاز شد، همراه پسرش در جنگ شرکت کرد و در محاصره سونچون کشته شد.